# Céline Géraud
Céline Géraud (13 de febrero de 1968) es una deportista francesa que compitió en judo. Ganó una medalla de plata en el Campeonato Mundial de Judo de 1986 y una medalla de bronce en el Campeonato Europeo de Judo de 1986.

## Palmarés internacional
| Campeonato Mundial | Campeonato Mundial        | Campeonato Mundial | Campeonato Mundial |
| Año                | Lugar                     | Medalla            | Categoría          |
| ------------------ | ------------------------- | ------------------ | ------------------ |
| 1986               | Maastricht (Países Bajos) | Medalla de plata   | –61 kg             |
| Campeonato Europeo |                           |                    |                    |
| Año                | Lugar                     | Medalla            | Categoría          |
| 1986               | Londres (Reino Unido)     | Medalla de bronce  | –61 kg             |